# واشینگتن (پنسیلوانیا)
واشینگتن (به انگلیسی: Washington) شهری در ایالت پنسیلوانیا کشور ایالات متحده آمریکا است که جمعیت آن در سرشماری سال ۲۰۱۰ میلادی، ۱۳٬۶۶۳ نفر بوده‌است.